# 1. Sinfonie (Bruch)
Die 1. Sinfonie in Es-Dur op. 28 ist eine Sinfonie des deutschen Komponisten Max Bruch.

## Entstehung
Bereits 1852, 1853 und 1861 hatte Max Bruch, wahrscheinlich zu Studienzwecken, Sinfonien geschrieben; diese sind aber nicht mehr erhalten.
Bruch vollendete die Sinfonie op. 28 (1868) nach seinem Amtsantritt als fürstlicher Hofkapellmeister in Sondershausen; die ersten Arbeiten an der Sinfonie hatte er bereits während seiner Zeit in Koblenz in Angriff genommen. Ihn lockte zudem die Aussicht auf 300 Taler Honorar für die Sinfonie. Eine wichtige Anregung dazu kam von Hermann Levi, der Bruch dazu anspornte, auch Erfahrungen außerhalb der von Bruch gewohnten Chormusik zu machen.
In Sondershausen hatte Bruch erstmals die Möglichkeit, mit einem leistungsfähigen Orchester eine Sinfonie zu proben.
Die Uraufführung erfolgte am 26. Juli 1868 in Sondershausen. Die Sinfonie ist Johannes Brahms gewidmet.

## Zur Musik
Bruchs Sinfonie Nr. 1 entstand zu einer Zeit, als die Gattung in einem Umbruch steckte. Von der Neudeutschen Schule wurde die Gattung der Sinfonie generell abgelehnt; die Konservativen um Johannes Brahms waren bemüht, nach Ludwig van Beethoven neue Wege zu finden.

### Orchesterbesetzung
Zwei Flöten, zwei Oboen, zwei Klarinetten in B♭, zwei Fagotte, vier Waldhörner (in E♭/in F), zwei Trompeten in E♭, drei Posaunen, zwei Pauken, Streicher.

### Satzbezeichnungen
1. Allegro maestoso
2. Scherzo. Presto
3. Quasi fantasia. Grave
4. Finale. Allegro guerriero

### 1. Satz
Der Beginn der Sinfonie ihrer Einleitung über einem Tonika-Orgelpunkt auf Es weist mit ihrem allmählichen Aufbau von gehaltenen Akkorden weist einerseits zurück auf Robert Schumanns Dritte Sinfonie (die „Rheinische Sinfonie“) als auch voraus auf Anton Bruckner. Bruch setzt bereits hier Mittel wie harmonische Vorhalte, Tremolandi, Arpeggio-Begleitfiguren sowie die Verstärkung der Melodie durch Hörner und Holzbläser ein, die zu seinen Charakteristika werden sollten.

### 2. Satz
Der zweite Satz ist vom Scherzo aus Ein Sommernachtstraum von Bruchs musikalischem Vorbild Felix Mendelssohn Bartholdy inspiriert. Der Satz ist dreiteilig aufgebaut. Der erste und der dritte Teil des Satzes sind von einem kontinuierlichen Staccato-Motiv geprägt, der zweite von einer ausgedehnten Melodie, die wie in der Dritten Sinfonie von Louis Spohr in Oktaven von den Streichen – von Holzbläsern und Hörnern begleitet – eingeführt wird. Später tauschen die Streicher und die Holzbläser beziehungsweise Hörner ihre Rollen.

### 3. Satz
Der dritte Satz stellt eine langsame Fantasie in es-Moll dar. Er beginnt mit einer dunklen Passage für Streicher und Holzbläser, der Soli für Violoncello, Oboe, Bratsche und Klarinette folgen. In den Bratschen folgt ein Zitat aus dem ersten Satz. Nach einem Höhepunkt im Orchestertutti folgen erneut die zuvor erklungenen Soli, diesmal ergänzt um Horn und Fagott. Ein leiser Paukenwirbel auf der Dominante leitet zum Finale über.

### 4. Satz
Die Satzbezeichnung Allegro guerriero im Finale erinnert zum einen an Bruchs kurz zuvor entstandenen Zwölf Schottischen Volkslieder und zum anderen an Felix Mendelssohn Bartholdys Dritte Sinfonie (die „Schottische Sinfonie“). Bruch selbst griff diese Tempobezeichnung später in seiner Schottischen Fantasie wieder auf.
Wie bereits der erste Satz enthält das Finale zwei kontrastierende Themen. Die betonte Rhythmik des Hauptthemas erinnert erneut an Spohr, die durchgängige Triolenbegleitung in den Streichern wiederum an Franz Schubert und Mendelssohn. Bruchs eigene schöpferische Zutat stellt die synkopierte Variation der Begleitung durch die zweiten Violinen, Bratschen und Celli, während Horn und Klarinette das zweite Thema anstimmen, dar.

## Wirkung
Die Uraufführung fand am 26. Juli 1868 in Sondershausen statt und wurde von weiteren Aufführungen innerhalb Deutschlands gefolgt. Die Presse entwickelte zwar keinen Enthusiasmus, reagierte aber lobend auf die Sinfonie. Kretzschmars Konzertführer bezeichnete die Sinfonie im Jahre 1890 als eine der „bekanntesten Sinfonien der Periode“.
Bruch selbst äußerte einmal: „Auf anderen Gebieten bin ich mehr zu Hause, und habe ich mehr geleistet als auf dem der Symphonie“.
Der Sinfonie wird eine zu deutliche Orientierung an Felix Mendelssohn Bartholdy vorgeworfen. Bruchs u. a. dadurch zum Ausdruck kommender Konservatismus wird als Grund dafür gesehen, dass Bruchs Sinfonien bislang so wenig Beachtung gefunden haben. Zusätzlich betont Bruch in seinen Sinfonien, entgegen der deutschen Tradition, Vitalität und Frische statt Nachdenklichkeit.